# Дички (Ивано-Франковская область)
Ди́чки (укр. Дички) — село в Рогатинской городской общине Ивано-Франковского района Ивано-Франковской области Украины.
Население по переписи 2001 года составляло 278 человек. Занимает площадь 13,166 км². Почтовый индекс — 77012. Телефонный код — 03435.